# Лисица, Наталья
Ната́лья Лиси́ца (29 мая 1961 — не позднее 2012) — советская саночница. Участница зимних Олимпийских игр 1984 года.

## Биография
Наталья Лисица родилась 29 мая 1961 года.
В соревнованиях по санному спорту выступала за «Динамо» из Братска. Тренировалась под началом Вячеслава Величко. В 1983 и 1985 годах выигрывала чемпионат СССР, трижды была призёром.
В 1983 году завоевала серебряную медаль на чемпионате мира среди юниорок. Неоднократно выступала на чемпионатах мира и Европы, выиграла один из этапов Кубка мира.
В 1984 году вошла в состав сборной СССР на зимних Олимпийских играх в Сараево. В соревнованиях на одиночных санях заняла 10-е место, показав по сумме четырёх заездов результат 2 минуты 50,087 секунды и уступив 3,517 секунды победительнице Штеффи Мартин из ГДР.
В 1987 году стала чемпионкой зимней Спартакиады народов РСФСР.
Мастер спорта СССР международного класса.
Дата смерти неизвестна.

## Память
В 2012 году в Братске проходили соревнования по санному спорту памяти Натальи Лисицы.